# Tour della nazionale maschile di rugby a 15 della Francia 2005
Nel periodo tra le edizioni della Coppa del Mondo di rugby del 2003 e del 2007, la nazionale francese di Rugby Union si è recata varie volte in tour oltremare.
Nel 2005 un impegnativo tour vede la squadra protagonista.
Grande pareggio della Francia nel primo test contro il Sudafrica. Solo una mancata trasformazione di Dimitri Yachvili priva i francesi del successo finale,
Seguono una rivincita vinta dagli Springboks e una sconfitta di misura contro i Wallabies.
| Durban 18 giugno 2005 | Sudafrica | 30 – 30 | Francia | Kings park |

| Port Elisabeth 25 giugno 2005 | Sudafrica | 27 – 13 | Francia | Boet Erasmus |

| Brisbane 2 luglio 2005 | Australia | 37 – 31 | Francia |  |